# Едгар Вільямарін
Едгар Харрі Вільямарін Аргуедас (1 квітня 1982, Ліма, Перу) — перуанський футболіст.
Виступав за перуанські команди: «Атлетико Універсідад» Арекіпа (15 матчів), «Уніон» Уарал (53 матчі), «Сьєнсьяно» Куско (31 матч, 1 гол).
Учасник Кубка Лібертадорес. Гравець збірної Перу (3 матчі), учасник Копа Америка-2007.
У «Чорноморці» з січня 2008 року.
З січня 2009 в «Університаріо».